# Pristimantis toftae
Pristimantis toftae é uma espécie de anfíbio  da família Craugastoridae.
Pode ser encontrada nos seguintes países: Bolívia, Brasil e Peru.
Os seus habitats naturais são: florestas subtropicais ou tropicais húmidas de baixa altitude.
Está ameaçada por perda de habitat.